# Остан (сын Дария II)
Остан, Отан (IV век до н. э.) — сын персидского царя Дария II.

## Биография
Остан был одним из младших сыновей персидского царя Дария II, рождённых в браке с Парисатидой. Плутарх приводит разговор Остана с участником афинского посольства Тимагором, который, по замечанию В. П. Орлова, мог произойти только в 368/7 году до н. э. Неизвестно, погиб ли Остан после восшествия на престол Артаксеркса III в 359 или 358 году до н. э., когда новый царь организовал массовые казни своих родственников. Возможно, Остан остался в живых.
Детьми Остана был Арсам и Сисигамбис — родители Дария III.